# Die Waffenhändler
Die Waffenhändler (Originaltitel: The Arsenal of Freedom) ist die 21. Episode der ersten Staffel der US-amerikanischen Science-Fiction-Fernsehserie Raumschiff Enterprise – Das nächste Jahrhundert. Sie wurde in den Vereinigten Staaten über Syndication vermarktet und erstmals am 11. April 1988 auf verschiedenen Fernsehsendern ausgestrahlt. In Deutschland war sie zum ersten Mal am 16. Februar 1991 in einer synchronisierten Fassung im ZDF zu sehen.

## Handlung
Im Jahr 2364 bei Sternzeit 41798.2 fliegt die Enterprise zum Planeten Minos, um dort nach dem vermissten Raumschiff Drake zu suchen. Seltsamerweise werden keinerlei Lebenszeichen registriert, weder von der Besatzung der Drake, noch von den Bewohnern des Planeten, die als bedeutende Waffenhändler bekannt sind. Plötzlich empfängt die Enterprise eine Übertragung, die sich aber als Aufzeichnung herausstellt. Darin preist ein Händler die auf Minos entwickelten Waffensysteme an.
Der erste Offizier Riker, der zweite Offizier Data und die Sicherheitschefin Yar beamen auf den Planeten, um nach den Vermissten zu suchen. Unvermittelt trifft Riker dort auf Paul Rice, den Captain der Drake. Der ist jedoch wenig auskunftsfreudig und will Riker stattdessen Angaben über die Enterprise entlocken. Vom Schiff wird Riker mitgeteilt, dass weiterhin keine Lebenszeichen außer denen des Außenteams registriert werden. Damit ist klar, dass Rice nur eine Illusion ist. Rice löst sich auf und an seiner Stelle erscheint eine fliegende Drohne, die Riker in einer Energieblase einschließt. Yar gelingt es, die Drohne zu zerstören. Captain Picard und Schiffsärztin Crusher beamen auf den Planeten, um Riker zu helfen. Lieutenant La Forge übernimmt derweil das Kommando der Enterprise.
Als das Außenteam versucht, Riker zu befreien, greift eine zweite Drohne an. Das Waffensystem scheint zu lernen, denn diese Drohne zeigt bessere Kampffähigkeiten als die erste. Während des Kampfes werden die Teammitglieder getrennt und Picard und Crusher stürzen in einen unterirdischen Hohlraum. Crusher zieht sich dabei schwere Verletzungen zu und sie leitet Picard an, ihre Blutungen mithilfe von zerriebenen Wurzeln zu stillen. Data gelingt es unterdessen, Riker aus der Blase zu befreien. Die Enterprise ist nun in der Lage, das Außenteam wieder an Bord zu beamen, doch es kommt nicht dazu, da das Schiff nun von einem Waffensystem angegriffen wird. Die Schilde halten zwar, doch die Waffe ist in der Lage, zu verschwinden und an unerwarteten Stellen wieder aufzutauchen. Einen dauerhaften Beschuss wird die Enterprise nicht lange überstehen. Chefingenieur Logan fordert aufgrund seines höheren Rangs das Kommando, doch La Forge weist das zurück.
Riker, Data und Yar werden von einer dritten, noch mächtigeren Drohne angegriffen, die sie nur mit vereinten Kräften zerstören können. Data gelingt es, ein zeitliches Muster zwischen den Angriffen zu berechnen. Picard versucht derweil, Crusher bei Bewusstsein zu halten, und fragt sie über ihr Wissen zur Naturmedizin aus. Auf der Enterprise glaubt man, eine Methode gefunden zu haben, die Waffe zu zerstören. Diese erweist sich jedoch als Fehlschlag. La Forge entscheidet sich daher, den Orbit des Planeten zu verlassen. Nach kurzer Zeit lässt er das Schiff teilen. Logan überträgt er das Kommando der Untertassensektion, mit der er den Großteil der Besatzung in Sicherheit bringen soll. La Forge selbst kehrt mit einer Rumpfbesatzung in der Antriebssektion nach Minos zurück.
Picard entdeckt in dem Hohlraum einen verschütteten Bildschirm. Als er ihn freilegt, aktiviert er dabei ein holografisches Abbild des Waffenhändlers. Der versucht sofort, Picard von den Vorzügen seines voll automatisierten Waffensystems namens Echo Papa 607 zu überzeugen, und erklärt, die Angriffe auf das Außenteam und die Enterprise hätten nur der Demonstration von dessen Fähigkeiten gedient. Picard fordert eine sofortige Einstellung der Angriffe, doch der Händler erklärt, einmal aktiviert, lasse sich das System nicht mehr abschalten. Picard wird nun klar, dass die Bewohner von Minos durch ihre eigene Erfindung vernichtet wurden. Riker, Data und Yar machen Picard und Crusher ausfindig. Data springt hinunter zu ihnen, findet aber keinen Weg, das Waffensystem abzustellen. Eine weitere Drohne bedroht Riker und Yar und gegen diese erscheint eine Verteidigung aussichtslos. Picard fordert erneut ein Ende, doch der Händler besteht darauf, dass die Demonstration unbedingt bis zum Ende laufen muss. Erst als Picard erklärt, er wäre völlig überzeugt, und anbietet, das Waffensystem zu kaufen, schaltet der Händler es ab.
Die Antriebssektion der Enterprise hat Minos nun wieder erreicht und wird erneut von der Waffe angegriffen. La Forge entschließt sich, mit dem Schiff in die Atmosphäre des Planeten zu fliegen. Dort hat die Waffe keine Möglichkeit mehr, sich zu tarnen, und kann schließlich zerstört werden. Damit ist die Gefahr gebannt und das Außenteam kann an Bord geholt werden. La Forge will Picard das Kommando zurückgeben, doch der erklärt, er habe La Forge ein vollständiges Schiff überlassen und beabsichtige, das Kommando erst wieder zu übernehmen, wenn er auch die Untertassensektion zurück erhalten hat.

## Besonderheiten

### Verbindungen zu anderen Star-Trek-Produktionen
Einige Elemente aus dieser Folge wurden in späteren Star-Trek-Produktionen wieder aufgegriffen:
- In dieser Folge wird erstmals erwähnt, dass Beverly Crusher nach dem Tod ihrer Eltern von ihrer Großmutter aufgezogen wurde und von ihr viel über Heilkunde gelernt hat. Crushers Großmutter wurde später in mehreren weiteren Folgen der Serie erwähnt und spielte in Folge 7.14 (Ronin) von 1994 eine zentrale Rolle.
- Eine Szene aus Die Waffenhändler wurde in der finalen Doppelfolge 6.25–26 (Gestern, heute, morgen) von Raumschiff Enterprise – Das nächste Jahrhundert aus dem Jahr 1994 wiederverwendet.
- Dass Data einen Sprung aus großer Höhe unbeschadet überstehen kann, ist auch in Folge 7.10 (Soongs Vermächtnis) von Raumschiff Enterprise – Das nächste Jahrhundert aus dem Jahr 1993 und im Spielfilm Star Trek: Der erste Kontakt von 1996 zu sehen.
- In Folge 2.07 (Wo die lust’gen Quellen liegen) der animierten Serie Star Trek: Lower Decks von 2021 kommen Drohnen vor, die große Ähnlichkeit mit dem Echo-Papa-607-System haben.

### Sonstiges
Riker behauptet gegenüber dem falschen Captain Rice, sein Schiff sei die Lollipop. Dies ist eine Anspielung auf das Lied On the Good Ship Lollipop aus dem Film Lachende Augen von 1934.

## Produktion

### Drehbuch
Robert Lewin hatte eigentlich geplant, dass sich in dieser Folge eine romantische Beziehung zwischen Jean-Luc Picard und Beverly Crusher entwickelt. In seiner Fassung sollte Picard verletzt werden und die Ärztin sollte ihm ihre Gefühle offenbaren. Ein latentes gegenseitiges Interesse war zuvor bereits in den Folgen Gedankengift und Der große Abschied angedeutet worden. Star-Trek-Schöpfer Gene Roddenberry lehnte diese Idee jedoch ab und Maurice Hurley entfernte die romantischen Anteile der Geschichte in seiner Bearbeitung nahezu vollständig. Diese Uneinigkeit über die Entwicklung der Hauptfiguren führte letztlich dazu, dass Lewin das Produzenten- und Autorenteam der Serie am Ende der ersten Staffel verließ. Dennoch bewies die fertiggestellte Folge erstmals Mut zum Grotesken durch die Zurschaustellung der Absurdität einer Bedrohung, die in Wirklichkeit nur eine Verkaufspräsentation ist. In der Originalserie Raumschiff Enterprise hatte man sich eines solchen Mittels bereits in der Folge Der dressierte Herrscher bedient.

### Regie
Die Waffenhändler war die erste Folge der Serie, bei der Les Landau regulär Regie führte. Bei mehreren früheren Folgen war er als Regieassistent (First assistant director) tätig gewesen. Bereits in der Folge Der Ehrenkodex hatte er nach der vorzeitigen Entlassung von Russ Mayberry während der laufenden Dreharbeiten den Posten des Regisseurs übernommen, erhielt dafür aber keine Erwähnung in den Credits der Folge.

### Darsteller
Die Hauptfigur Wesley Crusher (Wil Wheaton) hat in dieser Folge keinen Auftritt.
Vyto Ruginis hat hier seinen einzigen Auftritt als Lieutenant Logan, der Chefingenieur der Enterprise. Im Verlauf der ersten Staffel waren noch drei weitere Chefingenieure zu sehen, bevor Geordi La Forge (LeVar Burton) diesen Posten mit Beginn der zweiten Staffel dauerhaft übernahm.
Marco Rodríguez, Darsteller von Captain Paul Rice, spielte auch den Cardassianer Telle in Folge 4.12 (Der Rachefeldzug) von Raumschiff Enterprise – Das nächste Jahrhundert.
Julia Nickson, Darstellerin von Fähnrich Lian T'Su, spielte auch Cassandra in Folge 2.15 (Das Paradiesexperiment) von Star Trek: Deep Space Nine.
Vincent Schiavelli wurde für die Rolle des Waffenhändlers eingeladen, während andere Schauspieler sich reihenweise beworben hatten. Er war zuvor bereits neben Christopher Lloyd (einer der Hauptdarsteller im Spielfilm Star Trek III: Auf der Suche nach Mr. Spock) in den Filmen Einer flog über das Kuckucksnest und Buckaroo Banzai – Die 8. Dimension zu sehen gewesen.

### Modelle und Effekte
Das Modell der Echo-Papa-607-Drohnen wurde von Dan Curry aus einem Plastik-Ei, einem Schlauch, einer Strumpfhosenverpackung und einer Shampooflasche gebaut.
Die Aufnahmen der Abtrennung der Untertassensektion der Enterprise wurden vollständig aus dem Pilotfilm Der Mächtige / Mission Farpoint wiederverwendet.

## Rezeption
Keith DeCandido bewertete Die Waffenhändler 2011 auf tor.com als eine recht unterhaltsame und actionreiche Folge, die angenehm zu schauen ist und gleich mehreren Hauptfiguren Gelegenheit zum Glänzen gibt. Insbesondere lobte er die Darstellungen von La Forge, Picard, Crusher, Riker und Yar. Allerdings bemängelte DeCandido auch einige Schwächen. So wird in der Folge beispielsweise nicht erklärt, warum die Drohne, die im Orbit die Enterprise angreift, weiter aktiv bleibt, obwohl auf der Planetenoberfläche die Gefahr längst gebannt wurde. Diese Unstimmigkeit hätte durch eine andere Anordnung der Szenen vermieden werden können. Ungeschickt inszeniert fand DeCandido auch, dass Riker der Tod von Rice, den er doch als einen seiner ältesten Freunde bezeichnet, relativ kalt lässt.